# Archibald Douglas, 5. Earl of Douglas

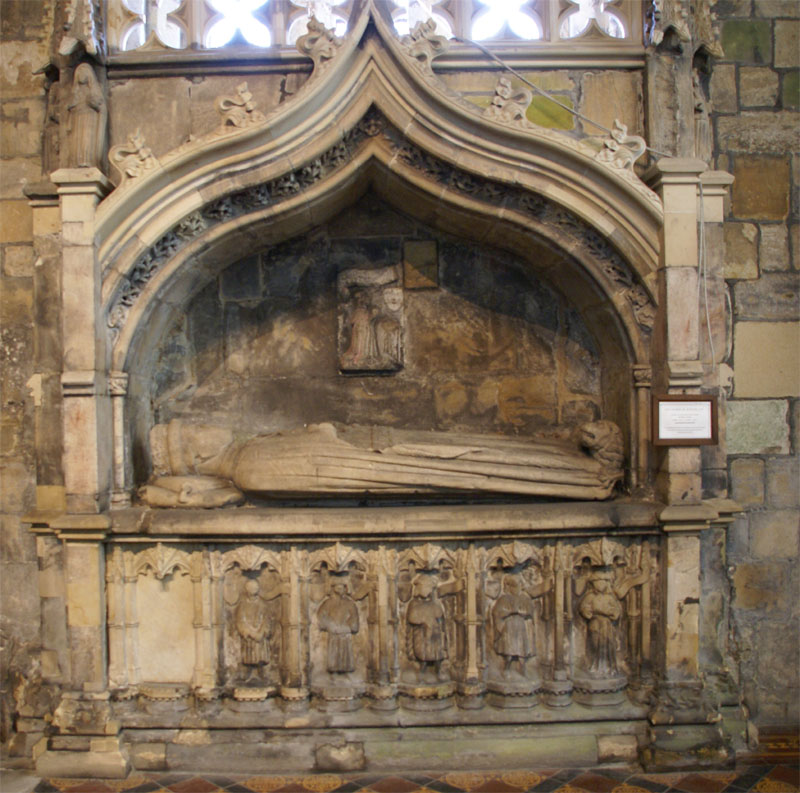
Grabmal von Archibald Douglas in der St Bride’s Church

Archibald Douglas, 5. Earl of Douglas (* 1390; † 26. Juni 1439 in Restalrig), war ein schottischer Adliger, Guardian of Scotland sowie französischer Herzog von Touraine.

## Leben
Er war ein Sohn des Archibald Douglas, 4. Earl of Douglas und dessen Frau der schottischen Prinzessin Margaret, Lady of Galloway.
Ab 1419 reiste er mehrfach mit schottischen Truppenkontingenten nach Frankreich, um im Hundertjährigen Krieg gegen England zu kämpfen. Noch zu Lebzeiten seines Vaters war er in Frankreich zum Grafen von Longueville erhoben worden. Als sein Vater 1424 in der Schlacht von Verneuil fiel, hielt er sich in Schottland auf und beerbte seinen Vater als Earl of Douglas. In Frankreich nahm man indessen an, dass Archibald in Schottland kinderlos verstorben sei und vergab den Herzogstitel von Touraine und die dazugehörigen Ländereien an Ludwig III. von Anjou. Als offensichtlich wurde, dass Archibald noch lebe, wurde ihm der Herzogstitel bestätigt, nicht aber die Ländereien übertragen.
Seit 1424 war er schottischer Botschafter in England und seit 1437 Regent von Schottland für den unmündigen Jakob II. Er starb an einem Fieber und wurde in der St Bride’s Church in Douglas bestattet.

## Ehe und Nachkommen
Der Earl heiratete um 1423 Lady Euphemia Graham († um 1469), Tochter des Patrick Graham und der Euphemia Stewart, 2. Countess of Strathearn, mit der er drei Kinder hatte:
- William Douglas, 6. Earl of Douglas (um 1424–1440), hingerichtet, ⚭ 1440 Lady Janet Lindsay, Tochter des David Lindsay, 3. Earl of Crawford;
- David Douglas († 1440), mit seinem Bruder hingerichtet;
- Margaret Douglas (1435–1475), Lady of Galloway, ⚭ (1) 1450 William Douglas, 8. Earl of Douglas († 1452), ⚭ (2) 1453–1455 James Douglas, 9. Earl of Douglas († 1491), ⚭ (3) 1460 John Stewart, 1. Earl of Atholl († 1512).

Seine Witwe heiratete 1441 in zweiter Ehe James Hamilton, 1. Lord Hamilton († 1479).